# Microscope électronique type M IV CSF
Le microscope électronique type M IV CSF est le premier microscope électronique utilisé par une entreprise industrielle en France, une technique mise au point en 1933. Premier d'une série de quatre conçus et fabriqués par la Compagnie générale de télégraphie sans fil (CSF), première génération de la microscopie électronique par transmission (MET) en France, il fut acquis par Michelin en 1947. Il permettait en traversant l'échantillon observé par un faisceau d'électrons, un grossissement jusqu'à un million de fois. Michelin s'en servait pour mieux comprendre les composants du pneu (latex, noirs de carbone...) et ainsi améliorer la qualité de ses approvisionnements. Le manufacturier de pneumatiques l'utilisa jusqu'en 1961, année de son remplacement par un équipement plus performant. Mais le microscope fut conservé dans l'entreprise ainsi que son dossier technique. Son utilisateur principal, l'ingénieur Jacques Bouteville (1920-2011) en détailla aussi son usage dans un livre sur la microscopie en Auvergne. 
Le microscope type M IV CSF est exposé à L'Aventure Michelin, le musée de l'entreprise situé à Clermont-Ferrand. Il est classé Monument historique au titre d'objet le 15 avril 2016.